# Калининский фронт

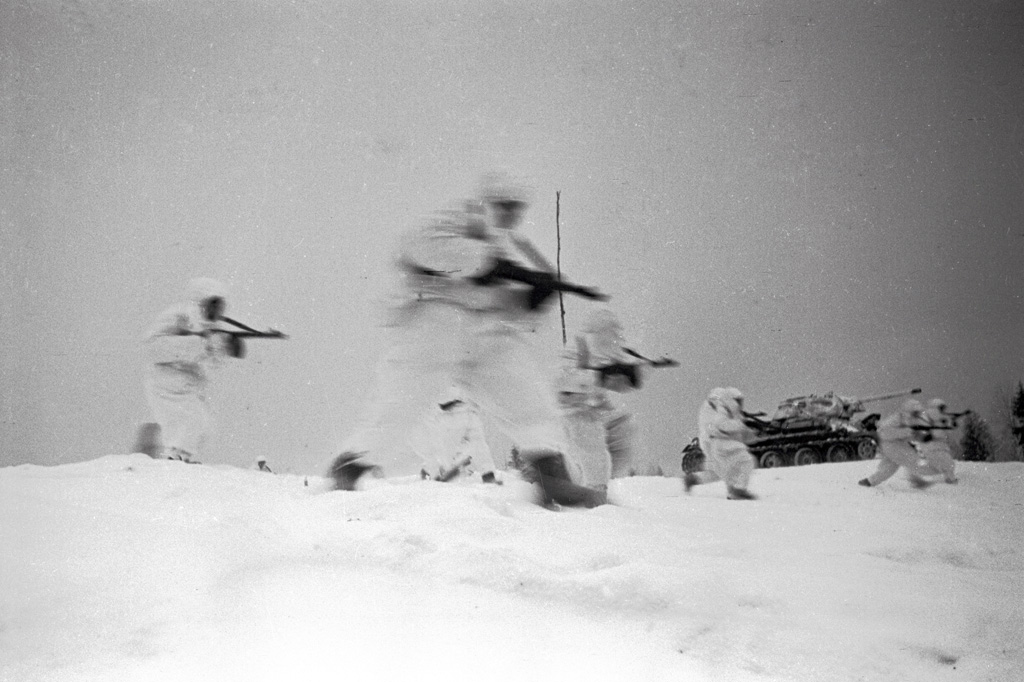
«В атаку». Автоматчики в маскхалатах бегут в атаку при поддержке танков Т-34. Бой за город Старицу. Калининский фронт, Калининская область, РСФСР, 1 февраля 1942 года, фото Максимова

Калининский фронт 1941-43 годов.

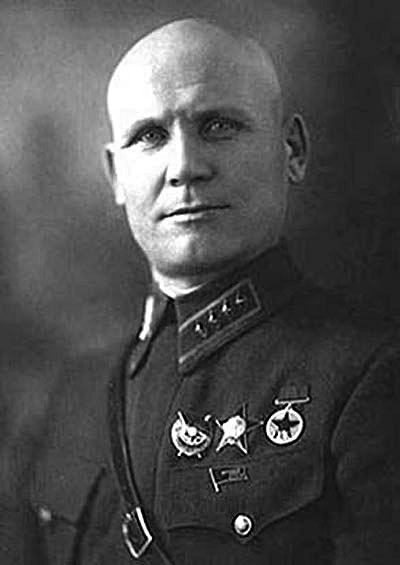
И. С. Конев

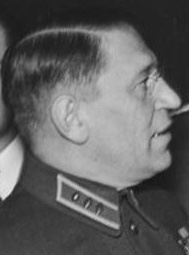
М. А. Пуркаев

Калининский фронт — оперативно-стратегическое объединение в вооружённых силах СССР во время Великой Отечественной войны.
Фронт действовал в 1941—1943 годах в Центральной России и Белоруссии.

## Сражение под Москвой
Фронт был образован 19 октября 1941 на основании директивы Ставки ВГК от 17 октября 1941 из части сил правого крыла Западного фронта (22, 29, 30 и 31-я армии) на северо-западном направлении от Москвы, действуя против сил немецкой группы армий «Центр».
Главной задачей Калининского фронта была остановить немецкое наступление северо-западнее Москвы и удержать Калинин. Фронт был сформирован в условиях фактического развала советской обороны во время Вяземской операции. С первой задачей войска фронта не справились — в тот же день, когда был сформирован Калининский фронт, немцы овладели Калининым. Затем в ходе продолжавшейся Калининской оборонительной операции советские войска остановили немецкое наступление севернее Калинина и несколько раз безуспешно пытались отбить город. Кроме того, они сумели нанести поражение вражеской группировке, прорвавшейся от Калинина в направлении Торжка, не дав немцам развить успех. Уже к концу октября 1941 года немецкое наступление на Калининском направлении было окончательно остановлено.
Войска Калининского фронта одними из первых перешли в контрнаступление во время общего контрнаступления Красной Армии под Москвой: 5 декабря 1941 года две дивизии 29-й армии генерала И. И. Масленникова переправились по льду через Волгу западнее Калинина и вклинились на 1,5 км в расположение войск 9-й немецкой полевой армии генерал-полковника А. Штрауса. В полдень того же дня четыре дивизии 31-й армии генерала В. А. Юшкевича нанесли удар из района юго-восточнее Калинина в направлении Тургиново, освободив к концу суток 15 населённых пунктов и продвинувшись на глубину до 5 км. 16 декабря войска фронта освободили город в ходе Калининской наступательной операции.
Для развития успеха 22 декабря 1941 года 39-я армия была введена в сражение в стык 22-й и 29-й армий. К концу декабря войска фронта в полосе 39-й армии прорвали оборону противника на всю тактическую глубину. В ходе боёв 2-7 января 1942 года войска фронта на правом крыле вышли на рубеж реки Волги, в центре прорвали новую линию обороны, организованную противником по правому берегу Волги, и охватили Ржев с запада и юго-запада.

## Кампания 1942 года
С 22 января 1942 войска правого крыла фронта участвовали в проведении Торопецко-Холмской операции.
Летом—осенью—зимой 1942 года Калининский фронт участвовал в двух стратегических наступательных операциях: Первой Ржевско-Сычёвской операции (30 июля—1 октября 1942 года) и Второй Ржевско-Сычёвской операции (25 ноября—20 декабря 1942 года). Во взаимодействии с Западным фронтом войска Калининского фронта должны были разгромить немецкую 9-ю армию и ликвидировать ржевско-сычёвскую группировку противника. Обе операции завершились неуспехом.
Одновременно со Второй Ржевско-Сычёвской операцией 25 ноября войска фронта начали проводить Великолукскую операцию, к 10 декабря вышли к Новосокольникам и перерезали на двух участках железную дорогу, связывавшую немецкие группы армий «Север» и «Центр». Попытки немецкого командования деблокировать окружённую группировку успехом не увенчались, и 17 января советские войска освободили Великие Луки.

## Кампания 1943 года
В Ржевско-Вяземской операции войска фронта вместе с войсками Западного фронта продвинулись на 130—160 км, 10 марта 1943 освободили город Белый. 14 сентября войска фронта перешли в наступление против духовщинско-демидовской группировки противника (см. Духовщинско-Демидовская операция). В течение 4 дневных боёв немецкая оборона была прорвана на всю глубину. 19 сентября был освобождён город Духовщина, 21 сентября — Демидов, 29 сентября — Рудня.
В октябре фронт принял участие в наступлении на невельском направлении, сокрушили немецкую оборону в треугольнике Невель, Новосокольники, Великие Луки, освободили Невель.
20 октября 1943 на основании приказа Ставки ВГК от 16 октября 1943 Калининский фронт был переименован в 1-й Прибалтийский фронт.

## Командование

### Командующие
- Генерал-полковник Конев И. С. (19 октября 1941 — 26 августа 1942),
- Генерал-лейтенант, с 18 ноября 1942 генерал-полковник Пуркаев М. А. (26 августа 1942 — 25 апреля 1943),
- Генерал-полковник, с 27 августа 1943 генерал армии Ерёменко А. И. (25 апреля — 20 октября 1943).

### Члены Военного совета
- Корпусной комиссар, с 6 декабря 1942 генерал-лейтенант Леонов Д. С. (19 октября 1941 — 20 октября 1943).

### Начальники штаба
- Генерал-майор Иванов И. И. (19 октября — 10 ноября 1941),
- Генерал-майор Журавлёв Е. П. (11 — 20 ноября 1941),
- Полковник Кацнельсон А. А. (26 ноября — 31 декабря 1941),
- Генерал-майор, с 30 мая 1942 генерал-лейтенант Захаров М. В. (1 января 1942 — 9 апреля 1943),
- Генерал-лейтенант Курасов В. В. (9 апреля — 20 октября 1943).

### Командующие бронетанковыми и механизированными войсками фронта
- Полковник Ахманов Алексей Осипович (ноябрь 1941 — январь 1942),
- Генерал-лейтенант танковых войск Мишулин Василий Александрович (январь — 31 марта 1942),
- Полковник Полубояров Павел Павлович (31 марта — 4 августа 1942),
- Полковник Артёменко Василий Михайлович (4 августа — сентябрь 1942),
- Генерал-майор танковых войск, с 7 июня 1943 генерал-лейтенант танковых войск Ремизов Фёдор Тимофеевич (сентябрь 1942 — 20 октября 1943).

### Командующие артиллерией фронта
- Генерал-майор артиллерии Кузнецов С.Н. (ноябрь 1941 — января 1942),
- Генерал-майор артиллерии, с 17 ноября 1942 генерал-лейтенант артиллерии, с 28 июня 1944 генерал-полковник артиллерии Хлебников Н. М. (июнь 1942 —20 октября 1943)[3].

## Состав фронта
- управление
- 22-я армия (19 октября 1941 — 21 апреля 1943)
- 29-я армия (19 октября 1941 — 31 августа 1942)
- 30-я армия (19 октября 1941 — 31 августа 1942)
- 31-я армия (21 октября 1941 — 23 июля 1942)
- 39-я армия (22 декабря 1941 — 07.1942), (08.08.1942 — 20 октября 1943)
- 3-я ударная армия (21 января 1942 — 13 октября 1943)
- 4-я ударная армия (22 января 1942 — 20 октября 1943)
- 41-я армия (16 мая 1942 — 20 марта 1943)
- 3-я воздушная армия (16 мая 1942 — 20 октября 1943)
- 58-я армия (25 июня 1942 — 20 июля 1942)
- 43-я армия (1 октября 1942 — 20 октября 1943)
- 20-я армия (10 августа 1942 — 1 сентября 1942)

| - 41-я армия: - 6-й стрелковый корпус: - 150-я стрелковая дивизия: - 469-й стрелковый полк - 674-й стрелковый полк - 756-й стрелковый полк - 328-й лёгкий артиллерийский полк - 418-й гаубичный полк - 74-я стрелковая бригада - 1-й, 2-й, 3-й, 4-й стрелковые батальоны, каждый: - Артиллерийский дивизион (12 76-мм пушек) - Противотанковый дивизион (18 57-мм орудий) - Батальон 120-мм миномётов - Батальон автоматчиков - 82-мм миномётная батарея - 75-я стрелковая бригада - 1-й, 2-й, 3-й, 4-й стрелковые батальоны - Артиллерийский дивизион (12 76-мм пушек) - Противотанковый дивизион (18 57-мм орудий) - Батальон 120-мм миномётов - Батальон автоматчиков - 82-мм миномётная батарея - 78-я стрелковая бригада - 1-й, 2-й, 3-й, 4-й стрелковые батальоны - Артиллерийский дивизион (12 76-мм пушек) - Противотанковый дивизион (18 57-мм орудий) - 120-мм миномётный батальон (209 человек, 12 120-мм миномётов) - Батальон автоматчиков - Сапёрный батальон (сапёры) - Рота противотанковых ружей (36 противотанковых ружей) - 82-мм миномётная батарея - Разведывательная рота - Автотранспортный батальон (50 грузовиков) - 81-я морская стрелковая бригада (организация неизвестна) - 17-я гвардейская стрелковая дивизия: - 45-й гвардейский стрелковый полк - 48-й гвардейский стрелковый полк - 52-й гвардейский стрелковый полк - 26-й гвардейский артиллерийский полк - Гвардейский сапёрный батальон - 93-я стрелковая дивизия: - 51-й стрелковый полк - 129-й стрелковый полк - 266-й стрелковый полк - 100-й лёгкий артиллерийский полк - 128-й гаубичный полк - 144-й противотанковый дивизион - 134-я стрелковая дивизия: - 487-й стрелковый полк - 635-й стрелковый полк - 800-й стрелковый полк - 287-й лёгкий артиллерийский полк - 186-й противотанковый дивизион - 234-я стрелковая дивизия: - 1340-й стрелковый полк - 1342-й стрелковый полк - 1350-й стрелковый полк - 1298-й артиллерийский полк - 98-я разведывательная рота - 262-я стрелковая дивизия - 940-й стрелковый полк - 945-й стрелковый полк - 950-й стрелковый полк - 788-й артиллерийский полк - 684-й батальон связи - 315-й противотанковый дивизион - 428-й сапёрный батальон - 337-я разведывательная рота - 1-й механизированный корпус - 19-я механизированная бригада - 1-й, 2-й, 3-й стрелковые батальоны - 9-й танковый полк - 35-я механизированная бригада - 1-й, 2-й, 3-й стрелковые батальоны - 4-й танковый полк - 37-я механизированная бригада - 1-й, 2-й, 3-й стрелковые батальоны - 3-й танковый полк - 219-я танковая бригада - 586-й, 587-й танковые батальоны - 219-й мотострелковый батальон - 57-й мотоциклетный батальон - 47-я механизированная бригада - 3 механизированных батальона - 1 танковый полк - 48-я механизированная бригада - 3 механизированных батальона - 1 танковый полк - 104-я танковая бригада (к 1 декабря) - 301-й танковый батальон - 302-й танковый батальон - 104-й мотострелковый батальон - 154-я танковая бригада (к 1 декабря) - 340-й танковый батальон - 341-й танковый батальон - 154-й мотострелковый батальон - Армейские войска: - 40-й отдельный танковый полк (к 1 декабря) - 229-й отдельный танковый полк (к 1 декабря) - 83-й корпусной артиллерийский полк - 64-й гаубичный артиллерийский полк - 440-й гаубичный артиллерийский полк - 1224-й гаубичный артиллерийский полк - 1098-й пушечный артиллерийский полк - 455-й армейский артиллерийский полк - 75-й истребительно-противотанковый полк - 2324-й истребительно-противотанковый полк - 301-й истребительно-противотанковый полк - 437-й истребительно-противотанковый полк - 483-й истребительно-противотанковый полк - 592-й истребительно-противотанковый полк - 16-й гвардейский миномётный полк - 24-й гвардейский миномётный полк - 34-й гвардейский миномётный полк (за вычетом 123-го батальона) - 38-й отдельный гвардейский миномётный батальон - 109-й отдельный гвардейский миномётный батальон - 545-й отдельный тяжёлый гвардейский миномётный батальон - 546-й отдельный тяжёлый гвардейский миномётный батальон - 547-й отдельный тяжёлый гвардейский миномётный батальон - 548-й отдельный тяжёлый гвардейский миномётный батальон - 549-й отдельный тяжёлый гвардейский миномётный батальон - 550-й отдельный тяжёлый гвардейский миномётный батальон - 551-й отдельный тяжёлый гвардейский миномётный батальон - 552-й отдельный тяжёлый гвардейский миномётный батальон - 553-й отдельный тяжёлый гвардейский миномётный батальон - 554-й отдельный тяжёлый гвардейский миномётный батальон - 225-й зенитно-артиллерийский полк - 717-й зенитно-артиллерийский полк - 490-й отдельный зенитный дивизион - 18-й отдельный сапёрный батальон - 107-й отдельный сапёрный батальон - 110-й отдельный сапёрный батальон - 292-й отдельный сапёрный батальон - 803-й отдельный сапёрный батальон - 737-й отдельный сапёрный батальон - 60-й понтонно-мостовой батальон | - 22-я армия: - 155-я стрелковая дивизия: - 436-й стрелковый полк - 659-й стрелковый полк - 786-й стрелковый полк - 306-й лёгкий артиллерийский полк - 378-й гаубичный полк - 178-й противотанковый дивизион - 188-й зенитный дивизион - 185-я стрелковая дивизия: - 257-й стрелковый полк - 280-й стрелковый полк - 1319-й стрелковый полк - 695-й артиллерийский полк - 238-я стрелковая дивизия: - 830-й стрелковый полк - 837-й стрелковый полк - 843-й стрелковый полк - 693-й лёгкий артиллерийский полк - 362-я стрелковая дивизия: - 1206-й стрелковый полк - 1208-й стрелковый полк - 1210-й стрелковый полк - 936-й артиллерийский полк - 114-я стрелковая бригада: организация неизвестна - 3-й механизированный корпус: - 1-я механизированная бригада - 1-й, 2-й, 3-й стрелковые батальоны - 14-й танковый полк - 3-я механизированная бригада - 1-й, 2-й, 3-й стрелковые батальоны - 16-й танковый полк - 10-я механизированная бригада - 1-й, 2-й, 3-й стрелковые батальоны - 17-й танковый полк - 1-я гвардейская танковая бригада - 1-й, 2-й танковые батальоны - 9-й гвардейский мотострелковый батальон - 49-я танковая бригада - 2-й, 49-й танковые батальоны - 49-й мотострелковый батальон - 58-й мотоциклетный батальон - 405-й гвардейский миномётный батальон (8 пусковых установок БМ-13) - 104-я танковая бригада (в составе 41-й армии 27 ноября 1942 г.) - 301-й танковый батальон - 302-й танковый батальон - 104-й мотострелковый батальон - Армейские войска: - 39-й отдельный танковый полк - 10-й гвардейский армейский артиллерийский полк - 43-й армейский артиллерийский полк - 376-й гаубичный артиллерийский полк - 472-й гаубичный артиллерийский полк - 1157-й пушечный артиллерийский полк - 25-й истребительно-противотанковый полк - 141-й истребительно-противотанковый полк - 610-й истребительно-противотанковый полк - 77-й гвардейский миномётный полк - 81-й гвардейский тяжёлый миномётный полк - 75-й отдельный гвардейский миномётный полк - 501-й отдельный гвардейский тяжёлый миномётный полк - 405-й отдельный тяжёлый гвардейский миномётный полк - 618-й зенитно-артиллерийский полк - 621-й зенитно-артиллерийский полк - 183-й зенитно-артиллерийский дивизион - 397-й зенитно-артиллерийский дивизион - 20-й отдельный сапёрный батальон - 249-й отдельный инженерный батальон - 251-й отдельный инженерный батальон - 39-я армия: - 135-я стрелковая дивизия - 396-й стрелковый полк - 497-й стрелковый полк - 791-й стрелковый полк - 276-й лёгкий артиллерийский полк - 173-й противотанковый дивизион - 157-й сапёрный батальон - 492-я рота химической защиты - 138-й медицинский батальон - 158-я стрелковая дивизия - 875-й стрелковый полк - 879-й стрелковый полк - 81-й стрелковый полк - 535-й гаубичный полк - 178-я стрелковая дивизия - 386-й стрелковый полк - 693-й стрелковый полк - 709-й стрелковый полк - 332-й лёгкий артиллерийский полк - 432-й гаубичный полк - 186-я стрелковая дивизия - 238-й стрелковый полк - 290-й стрелковый полк - 298-й стрелковый полк - 327-й лёгкий артиллерийский полк - 227-й противотанковый дивизион - 348-я стрелковая дивизия - 1170-й стрелковый полк - 1172-й стрелковый полк - 1174-й стрелковый полк - 916-й артиллерийский полк - 472-й сапёрный батальон - 373-я стрелковая дивизия - 1235-й стрелковый полк - 1237-й стрелковый полк - 1239-й стрелковый полк - 931-й артиллерийский полк - 243-й противотанковый дивизион - 446-я рота химической защиты - 100-я стрелковая бригада - 4 стрелковых батальона - 1 батальон автоматчиков (штурмовой) - 1 миномётный батальон (120-мм миномёты) - 1 артиллерийский дивизион (4 батареи, 3 76-мм пушки на каждую) - 1 батарея противотанковой артиллерии - 1 разведывательная рота - 1 сапёрная рота - 1 медицинская рота - 1 рота связи - 1 автотранспортная рота - 101-я стрелковая бригада - 4 стрелковых батальона - 1 миномётный батальон (82-мм миномёты) - 1 миномётный батальон (120-мм миномёты) - 1 рота противотанковых ружей - 1 пулемётная рота - 1 разведывательная рота - 1 сапёрная (инженерно-сапёрная) рота - 1 сапёрная рота - 1 медицинская рота - 1 рота связи - 117-я стрелковая бригада (организация неизвестна) - 136-я стрелковая бригада (организация неизвестна) - 28-я танковая бригада - 242-й танковый батальон - 244-й танковый батальон - 28-й мотострелковый батальон - 81-я танковая бригада - 230-й танковый батальон - 231-й танковый батальон - 81-й мотострелковый батальон - 46-я механизированная бригада - 3 механизированных батальона - 1 танковый полк - Армейские войска: - 28-й танковый полк - 29-й танковый полк - 32-й танковый полк - 421-й армейский артиллерийский полк - 480-й гаубичный артиллерийский полк - 827-й гаубичный артиллерийский полк - 545-й пушечный артиллерийский полк - 269-й истребительно-противотанковый полк - 480-й истребительно-противотанковый полк - 587-й истребительно-противотанковый полк - 712-й истребительно-противотанковый полк - 170-й миномётный полк - 69-й гвардейский миномётный полк - 99-й гвардейский миномётный полк - 47-й отдельный гвардейский миномётный полк - 601-й зенитно-артиллерийский полк - 17-й отдельный сапёрный батальон - 115-й отдельный сапёрный батальон - 228-й отдельный инженерный батальон - 125-й понтонно-мостовой батальон |

| - 20-я армия: - 8-й гвардейский стрелковый корпус: - 26-я гвардейская стрелковая дивизия: - 75-й гвардейский стрелковый полк - 77-й гвардейский стрелковый полк - 79-й гвардейский стрелковый полк - 57-й гвардейский артиллерийский полк - Гвардейский противотанковый дивизион - 148-я стрелковая бригада (организация неизвестна) - 150-я стрелковая бригада (организация неизвестна) - 1-я гвардейская мотострелковая дивизия: - 2-й гвардейский стрелковый полк - 7-й гвардейский стрелковый полк - 16-й гвардейский стрелковый полк - 20-й гвардейский артиллерийский полк - Гвардейский противотанковый дивизион - 20-й гвардейский сапёрный батальон - Гвардейская разведывательная рота - Гвардейский батальон связи - 20-я гвардейская стрелковая дивизия: (из состава 31-й армии к 1 декабря 1942 г.) - 55-й гвардейский стрелковый полк - 57-й гвардейский стрелковый полк - 60-й гвардейский стрелковый полк - 46-й гвардейский артиллерийский полк - 15-й гвардейский противотанковый дивизион - Гвардейский сапёрный батальон - Гвардейский батальон связи - 42-я гвардейская стрелковая дивизия: - 127-й гвардейский стрелковый полк - 132-й гвардейский стрелковый полк - 136-й гвардейский стрелковый полк - 75-й гвардейский артиллерийский полк - 243-я стрелковая дивизия (из состава РВГК к 12.12.42) - 906-й стрелковый полк - 910-й стрелковый полк - 912-й стрелковый полк - 775-й артиллерийский полк - 303-й противотанковый дивизион - 247-я стрелковая дивизия - 909-й стрелковый полк - 916-й стрелковый полк - 920-й стрелковый полк - 778-й артиллерийский полк - 327-я разведывательная рота - 251-я стрелковая дивизия - 919-й стрелковый полк - 923-й стрелковый полк - 927-й стрелковый полк - 789-й артиллерийский полк - 326-я стрелковая дивизия - 1097-й стрелковый полк - 1099-й стрелковый полк - 1101-й стрелковый полк - 888-й артиллерийский полк - 331-я стрелковая дивизия - 1104-й стрелковый полк - 1106-й стрелковый полк - 1108-й стрелковый полк - 896-й артиллерийский полк - 354-я стрелковая дивизия (из состава 31-й армии к 1 декабря 42 года) - 1199-й стрелковый полк - 1201-й стрелковый полк - 1203-й стрелковый полк - 476-й сапёрный батальон - 645-й зенитный дивизион - 274-й противотанковый дивизион - 516-й миномётный батальон - 809-й батальон связи - 443-й медицинский батальон - 420-я разведывательная рота - 473-я автотранспортная рота - 436-я рота химической защиты - 48-я лыжная бригада: организация неизвестна - 5-й танковый корпус: (фронтовое подчинение) - 24-я танковая бригада - 265-й, 276-й танковые батальоны - 24-й мотострелковый батальон - 41-я танковая бригада - 280-й, 281-й танковые батальоны - 41-й мотострелковый батальон - 70-я танковая бригада - 261-й, 262-й танковые батальоны - 70-й мотострелковый батальон - 5-я мотострелковая бригада (добавлена только в мае) - 1-й, 2-й, 3-й стрелковые батальоны - 128-й гвардейский миномётный батальон (8 пусковых установок БМ-13) - 6-й танковый корпус: (фронтовое подчинение) - 22-я танковая бригада - 1-й, 2-й танковые батальоны - 22-й мотострелковый батальон - 100-я танковая бригада - 1-й, 2-й танковые батальоны - 100-й мотострелковый батальон - 200-я танковая бригада - 191-й, 192-й танковые батальоны - 200-й мотострелковый батальон - 6-я мотострелковая бригада - 1-й, 2-й, 3-й стрелковые батальоны - 129-й гвардейский миномётный батальон (8 пусковых установок БМ-13) - 11-я танковая бригада - 313-й танковый батальон - 314-й танковый батальон - 111-й мотострелковый батальон - 145-я танковая бригада (выделена из состава 8-го танкового корпуса) - 1-й, 2-й, 43-й танковые батальоны - 43-й мотострелковый батальон - 17-я (9-я гвардейская) танковая бригада (в составе 29-й армии 1 декабря 1942 г.) - 97-й танковый батальон - 98-й танковый батальон - 9-й мотострелковый батальон - 18-я танковая бригада - 1-й, 2-й, 42-й танковые батальоны - 42-й мотострелковый батальон - 20-я танковая бригада (в составе 29-й армии 1 декабря 1942 г.) - 20-й, 136-й танковые батальоны - все танки Т-34/76 - 20-й мотострелковый батальон - 240-я танковая бригада - 472-й танковый батальон - 473-й танковый батальон - 240-й мотострелковый батальон - 255-я танковая бригада - 489-й танковый батальон - 490-й танковый батальон - 255-й мотострелковый батальон - 25-я танковая бригада (выделена из состава 8-го танкового корпуса) - 25-й, 362-й танковые батальоны - 25-й мотострелковый батальон - 31-я танковая бригада (выделена из состава 8-го танкового корпуса) - 194-й, 195-й танковые батальоны - 31-й мотострелковый батальон - 32-я танковая бригада (к 1 декабря 1942 г.) - 141-й, 142-й танковые батальоны — все Т-34 - 32-й мотострелковый батальон - 80-я танковая бригада - 392-й танковый батальон - 393-й танковый батальон - 180-й мотострелковый батальон - 93-я танковая бригада (выделена из состава 8-го танкового корпуса) - 418-й танковый батальон - 419-й танковый батальон - 193-й мотострелковый батальон - 2-й гвардейский кавалерийский корпус (фронтового подчинения) - 3-я гвардейская кавалерийская дивизия - 9-й гвардейский кавалерийский полк - 10-й гвардейский кавалерийский полк - 12-й гвардейский кавалерийский полк - 14-й гвардейский кавалерийский полк - 160-й танковый полк - 4-я гвардейская кавалерийская дивизия - 11-й гвардейский кавалерийский полк - 13-й гвардейский кавалерийский полк - 15-й гвардейский кавалерийский полк - 16-й гвардейский кавалерийский полк - 184-й танковый полк - 20-я кавалерийская дивизия - 22-й горно-кавалерийский полк - 103-й горно-кавалерийский полк - 124-й горно-кавалерийский полк - 14-й конно-артиллерийский дивизион - Другие - 5-й конно-артиллерийский дивизион (76-мм орудия и миномёты) - 194-й гвардейский миномётный батальон (реактивные снаряды) - 2-й гвардейский противотанковый дивизион (45-мм орудия) - Армейские войска: - 18-й гвардейский гаубичный артиллерийский полк - 296-й гаубичный артиллерийский полк - 17-й гвардейский армейский артиллерийский полк - 56-й корпусной артиллерийский полк - 528-й пушечный артиллерийский полк - 3-й гвардейский истребительно-противотанковый полк - 169-й миномётный полк - 59-й гвардейский миномётный полк - 2-й отдельный гвардейский миномётный полк - 5-й отдельный гвардейский миномётный полк - 87-й отдельный тяжёлый гвардейский миномётный полк - 98-й отдельный гвардейский тяжёлый миномётный полк - 99-й отдельный тяжёлый гвардейский миномётный полк - 14-я зенитная дивизия - 1265-й зенитный полк - 1271-й зенитный полк - 50-й зенитный дивизион - 64-й зенитно-артиллерийский дивизион - 525-й зенитно-артиллерийский дивизион - 301-й отдельный сапёрный батальон - 302-й отдельный инженерный батальон | - 5-я армия - 19-я стрелковая дивизия: (в 29-ю армию к 1 декабря 1942 г.) - 32-й стрелковый полк - 282-й стрелковый полк - 315-й стрелковый полк - 90-й лёгкий артиллерийский полк - 103-й гаубичный полк - 29-я гвардейская стрелковая дивизия: - 87-й гвардейский стрелковый полк - 90-й гвардейский стрелковый полк - 93-й гвардейский стрелковый полк - 62-й гвардейский артиллерийский полк - Гвардейский противотанковый дивизион - Гвардейская зенитная батарея - 30-я гвардейская стрелковая дивизия: (из состава РВГК к 1 декабря 1942 г.) - 94-й гвардейский стрелковый полк - 96-й гвардейский стрелковый полк - 98-й гвардейский стрелковый полк - 63-й гвардейский артиллерийский полк - 78-я стрелковая дивизия - 40-й стрелковый полк - 131-й стрелковый полк - 258-й стрелковый полк - 159-й лёгкий артиллерийский полк - 210-й гаубичный полк - 139-й противотанковый дивизион - 189-й сапёрный батальон - 60-й разведывательный батальон - 110-й батальон связи - 70-й автотранспортный батальон - 108-я стрелковая дивизия - 407-й стрелковый полк - 444-й стрелковый полк - 539-й стрелковый полк - 575-й лёгкий артиллерийский полк - 152-й противотанковый дивизион - 458-й зенитный дивизион - 172-й сапёрный батальон - 144-я стрелковая дивизия - 449-й стрелковый полк - 612-й стрелковый полк - 785-й стрелковый полк - 308-й лёгкий артиллерийский полк - 144-й противотанковый дивизион - 192-й разведывательный батальон - 194-я стрелковая дивизия (из состава РВГК к 1 декабря 1942 г.) - 470-й стрелковый полк - 616-й стрелковый полк - 954-й стрелковый полк - 299-й артиллерийский полк - 158-й сапёрный батальон - 137-я разведывательная рота - 114-й батальон связи то же - 108-й медицинский батальон - 352-я стрелковая дивизия - 1158-й стрелковый полк - 1160-й стрелковый полк - 1162-й стрелковый полк - 914-й артиллерийский полк - 379-я стрелковая дивизия (придана из состава РВГК к 1 декабря 1942 г.) - 1253-й стрелковый полк - 1255-й стрелковый полк - 1257-й стрелковый полк - 934-й артиллерийский полк - 112-я танковая бригада - 124-й танковый батальон - 125-й танковый батальон - 112-й мотострелковый батальон - 120-я танковая бригада - 333-й танковый батальон - 334-й танковый батальон - 120-й мотострелковый батальон - 153-я танковая бригада - 338-й танковый батальон - 339-й танковый батальон - 153-й мотострелковый батальон - 161-я танковая бригада - 354-й танковый батальон - 355-й танковый батальон - 161-й мотострелковый батальон - 186-я танковая бригада - 404-й танковый батальон - 405-й танковый батальон - 186-й мотострелковый батальон - 6-я артиллерийская дивизия прорыва - 486-й пушечный полк - 1171-й пушечный полк - 173-й гаубичный полк - 600-й лёгкий артиллерийский полк - 1314-й лёгкий артиллерийский полк - 1320-й лёгкий артиллерийский полк - 113-й миномётный полк - 123-й миномётный полк - 130-й миномётный полк - 135-й миномётный полк - Армейские войска: - 66-й гвардейский артиллерийский полк - 517-й пушечный артиллерийский полк - 554-й пушечный артиллерийский полк - 360-й гаубичный артиллерийский полк - 590-й гаубичный артиллерийский полк (высокой мощности) - 5-й гвардейский истребительно-противотанковый полк - 696-й истребительно-противотанковый полк - 135-й миномётный полк (за вычетом 286-го батальона) - 60-й гвардейский миномётный батальон (за вычетом 34-го батальона) - 41-й отдельный гвардейский миномётный батальон - 69-й отдельный тяжёлый гвардейский миномётный батальон - 70-й отдельный тяжёлый гвардейский миномётный батальон - 89-й отдельный тяжёлый гвардейский миномётный батальон - 92-й отдельный тяжёлый гвардейский миномётный батальон - 96-й отдельный тяжёлый гвардейский миномётный батальон - 100-й отдельный тяжёлый гвардейский миномётный батальон - 504-й отдельный тяжёлый гвардейский миномётный батальон - 505-й отдельный тяжёлый гвардейский миномётный батальон - 506-й отдельный тяжёлый гвардейский миномётный батальон - 1267-й зенитно-артиллерийский полк - 1272-й зенитно-артиллерийский полк - 1276-й зенитно-артиллерийский полк - 1279-й зенитно-артиллерийский полк - 296-й отдельный сапёрный батальон - 297-й отдельный инженерный батальон |

| - 33-я армия: - 7-й гвардейский стрелковый корпус: - 5-я гвардейская стрелковая дивизия: - 12-й гвардейский стрелковый полк - 17-й гвардейский стрелковый полк - 21-й гвардейский стрелковый полк - 24-й гвардейский артиллерийский полк - 112-я стрелковая бригада (организация неизвестна) - 125-я стрелковая бригада (организация неизвестна) - 128-я стрелковая бригада (организация неизвестна) - 17-я стрелковая дивизия - 55-й стрелковый полк - 271-й стрелковый полк - 278-й стрелковый полк - 20-й лёгкий артиллерийский полк - 390-й гаубичный полк - 102-й противотанковый дивизион - 161-й зенитный дивизион - 50-я стрелковая дивизия - 2-й стрелковый полк - 49-й стрелковый полк - 359-й стрелковый полк - 202-й лёгкий артиллерийский полк - 257-й гаубичный полк - 89-й противотанковый дивизион - 68-й сапёрный батальон - 81-й батальон связи - 10-й медицинский батальон - 41-й грузовой батальон - 53-я стрелковая дивизия - 12-й стрелковый полк - 110-й стрелковый полк - 223-й стрелковый полк - 36-й лёгкий артиллерийский полк - 64-й гаубичный полк - 110-я стрелковая дивизия - 394-й стрелковый полк - 411-й стрелковый полк - 425-й стрелковый полк - 355-й лёгкий артиллерийский полк - 457-й зенитный дивизион - 113-я стрелковая дивизия - 513-й стрелковый полк - 679-й стрелковый полк - 725-й стрелковый полк - 451-й лёгкий артиллерийский полк - 160-я стрелковая дивизия - 443-й стрелковый полк - 537-й стрелковый полк - 636-й стрелковый полк - 566-й лёгкий артиллерийский полк - 290-й противотанковый дивизион - 266-й сапёрный батальон - 176-й батальон связи - 191-й медицинский батальон - 661-я автотранспортная рота - 222-я стрелковая дивизия - 757-й стрелковый полк - 774-й стрелковый полк - 787-й стрелковый полк - 666-й артиллерийский полк - 389-й сапёрный батальон - 30-я стрелковая бригада: организация неизвестна - 50-я лыжная бригада: организация неизвестна - 9-й танковый корпус (фронтовое подчинение) - 23-я танковая бригада - 267-й, 269-й танковые батальоны - 23-й мотострелковый батальон - 95-я танковая бригада - 142-й, 195-й танковые батальоны - 95-й мотострелковый батальон - 187-я танковая бригада - 406-й, 407-й танковые батальоны - 187-й мотострелковый батальон - 10-я мотострелковая бригада - 1-й, 2-й, 3-й стрелковые батальоны - 10-й танковый корпус (фронтовое подчинение) - 178-я танковая бригада - 389-й, 437-й танковые батальоны - 178-й мотострелковый батальон - 183-я танковая бригада - 398-й, 399-й танковые батальоны - 183-й мотострелковый батальон - 186-я танковая бригада - 404-й, 405-й танковые батальоны - 186-й мотострелковый батальон - 11-я мотострелковая бригада - 1-й, 2-й, 3-й стрелковые батальоны - 213-я танковая бригада - 659-й танковый батальон - 660-й танковый батальон - 213-й мотострелковый батальон - 248-я танковая бригада - 184-й танковый батальон - 186-й танковый батальон - 248-й мотострелковый батальон - 256-я танковая бригада - 159-й танковый батальон - 160-й танковый батальон - 256-й мотострелковый батальон - 1-й гвардейский кавалерийский корпус: (фронтовое подчинение) - 1-я гвардейская кавалерийская дивизия - 1-й гвардейский кавалерийский полк - 3-й гвардейский кавалерийский полк - 5-й гвардейский кавалерийский полк - 6-й гвардейский кавалерийский полк - 2-я гвардейская кавалерийская дивизия - 2-й гвардейский кавалерийский полк - 4-й гвардейский кавалерийский полк - 7-й гвардейский кавалерийский полк - 8-й гвардейский кавалерийский полк - 7-я гвардейская кавалерийская дивизия - 19-й гвардейский кавалерийский полк - 21-й гвардейский кавалерийский полк - 26-й гвардейский кавалерийский полк - 27-й гвардейский кавалерийский полк - Прочие: - 150-й артиллерийско-миномётный полк - Армейские войска: - 520-й отдельный танковый батальон - 2-й гвардейский армейский артиллерийский полк - 995-й армейский артиллерийский полк - 55-й корпусной артиллерийский полк - 128-й гаубичный артиллерийский полк - 364-й гаубичный артиллерийский полк - 557-й пушечный артиллерийский полк - 564-й пушечный артиллерийский полк - 570-й пушечный артиллерийский полк - 572-й артиллерийский полк - 1099-й артиллерийский полк - 2-й гвардейский истребительно-противотанковый полк - 868-й истребительно-противотанковый полк - 1171-й истребительно-противотанковый полк - 37-й гвардейский миномётный полк - 3-й отдельный гвардейский миномётный батальон - 1266-й зенитно-артиллерийский полк - 1278-й зенитно-артиллерийский полк - 42-й отдельный сапёрный батальон - 298-й отдельный сапёрный батальон - 321-й отдельный инженерный батальон | - 3-я танковая армия: - 48-я гвардейская стрелковая дивизия: - 138-й гвардейский стрелковый полк - 143-й гвардейский стрелковый полк - 146-й гвардейский стрелковый полк - 98-й гвардейский артиллерийский полк - 399-я стрелковая дивизия: организация неизвестна - 3-й танковый корпус: - 50-я танковая бригада - 50-й, 254-й танковые батальоны - 50-й мотострелковый батальон - 51-я танковая бригада - 94-й, 255-й танковые батальоны - 51-й мотострелковый батальон - 103-я танковая бригада - 119-й, 420-й танковые батальоны - 103-й мотострелковый батальон - 3-я мотострелковая бригада - 1-й, 2-й, 3-й стрелковые батальоны - 126-й гвардейский миномётный батальон (8 пусковых установок БМ-13) - 12-й танковый корпус: - 30-я танковая бригада - 315-й, 316-й танковые батальоны - 30-й мотострелковый батальон - 97-я танковая бригада - 1-й, 2-й танковые батальоны - 97-й мотострелковый батальон - 106-я танковая бригада - 305-й, 306-й танковые батальоны - 106-й мотострелковый батальон - 13-я мотострелковая бригада - 1-й, 2-й, 3-й стрелковые батальоны - 33-я сапёрная рота - 15-й танковый корпус: (все танки Т-34-76 и Т-70) - 113-я танковая бригада - 317-й, 318-й танковые батальоны - 113-й мотострелковый батальон - 88-я танковая бригада - 209-й, 210-й танковые батальоны - 88-й мотострелковый батальон - 195-я танковая бригада - 424-й, 425-й танковые батальоны - 195-й мотострелковый батальон - 52-я мотострелковая бригада - 1-й, 2-й, 3-й стрелковые батальоны - 179-я танковая бригада - 390-й танковый батальон - 391-й танковый батальон - 179-й мотострелковый батальон - Армейские войска: - 1172-й истребительно-противотанковый полк - 1245-й истребительно-противотанковый полк - 62-й гвардейский миномётный полк - 71-й зенитный полк - 319-й зенитно-артиллерийский полк - 470-й зенитно-артиллерийский полк - 182-й отдельный инженерно-сапёрный батальон |

| - 30-я армия: - 16-я гвардейская стрелковая дивизия: - 43-й гвардейский стрелковый полк - 46-й гвардейский стрелковый полк - 49-й гвардейский стрелковый полк - 44-й гвардейский артиллерийский полк - Гвардейский противотанковый дивизион - 52-я стрелковая дивизия: - 58-й стрелковый полк - 112-й стрелковый полк - 205-й стрелковый полк - 158-й лёгкий артиллерийский полк - 208-й гаубичный полк - 62-й разведывательный батальон - 314-й зенитный дивизион - 54-й сапёрный батальон - 215-я стрелковая дивизия: организация неизвестна - 220-я стрелковая дивизия: - 376-й стрелковый полк - 653-й стрелковый полк - 673-й стрелковый полк - 660-й артиллерийский полк - 381-й сапёрный батальон - 274-я стрелковая дивизия: - 961-й стрелковый полк - 963-й стрелковый полк - 965-й стрелковый полк - 814-й артиллерийский полк - 359-я стрелковая дивизия: - 1194-й стрелковый полк - 1196-й стрелковый полк - 1198-й стрелковый полк - 924-й артиллерийский полк - 221-й противотанковый дивизион - 369-я стрелковая дивизия: - 1223-й стрелковый полк - 1225-й стрелковый полк - 1227-й стрелковый полк - 929-й артиллерийский полк - 375-я стрелковая дивизия: - 1241-й стрелковый полк - 1243-й стрелковый полк - 1245-й стрелковый полк - 932-й артиллерийский полк - 820-я рота связи - 380-я стрелковая дивизия: - 1260-й стрелковый полк - 1262-й стрелковый полк - 1264-й стрелковый полк - 945-й артиллерийский полк - 130-я стрелковая бригада: организация неизвестна - 49-я лыжная бригада: организация неизвестна - 10-я гвардейская танковая бригада: - 144-й танковый батальон - 169-й танковый батальон - 10-й гвардейский мотострелковый батальон - 196-я танковая бригада: - 426-й танковый батальон - 427-й танковый батальон - 196-й мотострелковый батальон - 238-я танковая бригада: (в РГВК к 1 декабря 1942 г.) - 491-й танковый батальон - 492-й танковый батальон - 238-й мотострелковый батальон - Армейские войска: - 542-й пушечный артиллерийский полк - 544-й гаубичный артиллерийский полк большой мощности - 1221-й гаубичный артиллерийский полк большой мощности - 646-й армейский артиллерийский полк - 758-й истребительно-противотанковый полк - 1179-й истребительно-противотанковый полк - 171-й миномётный полк - 68-й миномётный полк - 31-й отдельный гвардейский миномётный батальон - 308-й отдельный гвардейский миномётный батальон - 348-й отдельный гвардейский миномётный батальон - 240-й зенитно-артиллерийский полк - 341-й зенитно-артиллерийский полк - 245-й отдельный зенитный дивизион - 500-й отдельный зенитный дивизион - 51-й понтонно-мостовой батальон - 133-й отдельный сапёрный батальон - 263-й отдельный инженерный батальон | - 31-я армия: - 20-я гвардейская стрелковая дивизия: (в 20-ю армию к 1 декабря 1942 г.) - 55-й гвардейский стрелковый полк - 57-й гвардейский стрелковый полк - 60-й гвардейский стрелковый полк - 46-й гвардейский артиллерийский полк - 15-й гвардейский противотанковый дивизион - Гвардейский сапёрный батальон - Гвардейский батальон связи - 88-я стрелковая дивизия: - 426-й стрелковый полк - 611-й стрелковый полк - 758-й стрелковый полк - 401-й лёгкий артиллерийский полк - 269-й противотанковый дивизион - 147-й разведывательный батальон - 222-й сапёрный батальон - 221-й батальон связи - 118-я стрелковая дивизия: - 398-й стрелковый полк - 463-й стрелковый полк - 527-й стрелковый полк - 604-й лёгкий артиллерийский полк - 133-я стрелковая дивизия: - 418-й стрелковый полк - 521-й стрелковый полк - 681-й стрелковый полк - 400-й лёгкий артиллерийский полк - 511-й гаубичный полк - 139-я стрелковая дивизия: - 364-й стрелковый полк - 609-й стрелковый полк - 718-й стрелковый полк - 354-й полк лёгкой артиллерии - 195-й сапёрный батальон - 239-я стрелковая дивизия: - 511-й стрелковый полк - 813-й стрелковый полк - 817-й стрелковый полк - 688-й артиллерийский полк - 409-й сапёрный батальон - 219-я рота химической защиты - 246-я стрелковая дивизия: - 908-й стрелковый полк - 914-й стрелковый полк - 915-й стрелковый полк - 777-й артиллерийский полк - 326-я разведывательная рота - 336-я стрелковая дивизия: - 1128-й стрелковый полк - 1130-й стрелковый полк - 1132-й стрелковый полк - 909-й артиллерийский полк - 354-я стрелковая дивизия: (в составе 20-й армии к 1 декабря 1942 г.) - 1199-й стрелковый полк - 1201-й стрелковый полк - 1203-й стрелковый полк - 476-й сапёрный батальон - 645-й зенитный дивизион - 274-й противотанковый дивизион - 516-й миномётный батальон - 809-й батальон связи - 443-й медицинский батальон - 420-я разведывательная рота - 473-я автотранспортная рота - 436-я рота химической защиты - 371-я стрелковая дивизия: - 1229-й стрелковый полк - 1231-й стрелковый полк - 1233-й стрелковый полк - 930-й артиллерийский полк - 242-й противотанковый дивизион - 452-й сапёрный батальон - 429-я разведывательная рота - 452-й медицинский батальон - 818-я рота связи - 32-я танковая бригада: - 141-й танковый батальон — все Т-34 - 142-й танковый батальон — все Т-34 - 32-й мотострелковый батальон - 145-я танковая бригада: (из состава 20-й армии к 1 декабря 1942 г.) (организация неизвестна) - Армейские войска: - 74-й гвардейский армейский артиллерийский полк - 75-й гвардейский армейский артиллерийский полк - 392-й пушечный артиллерийский полк - 644-й артиллерийский полк - 1165-й артиллерийский полк - 6-й гвардейский истребительно-истребительно-противотанковый полк - 680-й истребительно-противотанковый полк - 869-й истребительно-противотанковый полк - 873-й истребительно-противотанковый полк - 213-й отдельный противотанковый дивизион - 112-й миномётный полк - 40-й гвардейский миномётный полк - 13-й отдельный гвардейский миномётный батальон - 67-й отдельный тяжёлый гвардейский миномётный батальон - 1269-й зенитно-артиллерийский полк - 1270-й зенитно-артиллерийский полк - 6514-й отдельный зенитный дивизион - 72-й отдельный сапёрный батальон - 113-й отдельный сапёрный батальон - 738-й отдельный сапёрный батальон |

| - 29-я армия: - 3-я гвардейская мотострелковая дивизия - 5-й гвардейский стрелковый полк - 9-й гвардейский стрелковый полк - 13-й гвардейский стрелковый полк - 22-й гвардейский артиллерийский полк - Гвардейский противотанковый дивизион - 10-й гвардейский сапёрный батальон - 19-я стрелковая дивизия (из состава 5-й армии к 1 декабря 1942 г.) - 32-й стрелковый полк - 282-й стрелковый полк - 315-й стрелковый полк - 90-й лёгкий артиллерийский полк - 103-й гаубичный полк - 82-я стрелковая дивизия - 385-й стрелковый полк - 416-й стрелковый полк - 524-й стрелковый полк - 436-й лёгкий артиллерийский полк - 312-я стрелковая дивизия - 1079-й стрелковый полк - 1081-й стрелковый полк - 1083-й стрелковый полк - 859-й артиллерийский полк - 244-й медицинский батальон - 415-я стрелковая дивизия - 1321-й стрелковый полк - 1323-й стрелковый полк - 1326-й стрелковый полк - 686-й артиллерийский полк - 28-я стрелковая бригада (организация неизвестна) - 35-я стрелковая бригада (организация неизвестна) - 40-я стрелковая бригада (организация неизвестна) - 49-я стрелковая бригада (организация неизвестна) - 29-я танковая бригада: (из состава 20-й армии к 1 декабря 1942 г.) - 420-й танковый батальон - 421-й танковый батальон - 29-й мотострелковый батальон - 9-я гвардейская танковая бригада: - 97-й танковый батальон - 98-й танковый батальон - 9-й гвардейский мотострелковый батальон - 120-я танковая бригада: (из состава 5-й армии к 1 декабря 1942 г.) - 333-й танковый батальон - 334-й танковый батальон - 120-й мотострелковый батальон - 161-я танковая бригада: (из состава 5-й армии к 1 декабря 1942 г.) - 354-й танковый батальон - 355-й танковый батальон - 161-й мотострелковый батальон - 213-я танковая бригада: (из состава 33-й армии к 1 декабря 1942 г.) - 659-й танковый батальон - 660-й танковый батальон - 213-й мотострелковый батальон - 256-я танковая бригада: (из состава 33-й армии к 1 декабря 1942 г.) - 159-й танковый батальон - 160-й танковый батальон - 256-й мотострелковый батальон - 175-я танковая бригада: - 382-й танковый батальон - 383-й танковый батальон - 175-й мотострелковый батальон - Армейские войска: - 39-й пушечный артиллерийский полк - 1093-й артиллерийский полк - 537-й армейский артиллерийский полк - 1-й гвардейский истребительно-противотанковый полк - 992-й истребительно-противотанковый полк - 1170-й истребительно-противотанковый полк - 34-й гвардейский миномётный полк - 28-й отдельный гвардейский миномётный полк - 716-й зенитно-артиллерийский полк - 71-й отдельный сапёрный батальон - 267-й отдельный сапёрный батальон | - Резерв Калининского фронта - 8-й стрелковый корпус: - 19-я гвардейская стрелковая дивизия: - 54-й гвардейский стрелковый полк - 56-й гвардейский стрелковый полк - 61-й гвардейский стрелковый полк - 45-й гвардейский артиллерийский полк - 7-я стрелковая дивизия: организация неизвестна - 249-я стрелковая дивизия: - 917-й стрелковый полк - 921-й стрелковый полк - 925-й стрелковый полк - 779-й артиллерийский полк - 307-й противотанковый дивизион - 417-й сапёрный батальон - 328-я разведывательная рота - 243-я химическая (оборонительная) рота - 267-й медицинский батальон - Войска фронтового подчинения: - 215-й отдельный танковый полк - 85-й корпусной артиллерийский полк - 12-й отдельный зенитный дивизион - 221-й отдельный зенитный дивизион - 622-й отдельный зенитный дивизион - 5-я инженерная бригада (Спецназ) - 7-я сапёрная бригада - 56-я инженерно-сапёрная бригада - 22-й отдельный сапёрный батальон - 210-й отдельный сапёрный батальон - 245-й отдельный сапёрный батальон - 28-й отдельный сапёрный батальон - 57-й понтонно-мостовой батальон - 63-й понтонно-мостовой батальон - 93-й понтонно-мостовой батальон - 106-й понтонно-мостовой батальон - 122-й понтонно-мостовой батальон |

## Операции и сражения, в которых участвовал фронт
- Московская битва (1941—1942)
  - Калининская оборонительная операция
  - Калининская наступательная операция
  - Ржевско-Вяземская операция (1942)
  - Торопецко-Холмская операция
- Оборонительная операция в районе города Белый
- Первая Ржевско-Сычёвская операция
- Вторая Ржевско-Сычёвская операция
- Великолукская операция
- Ржевско-Вяземская операция (1943)
- Смоленская операция (1943)
  - Духовщинско-Демидовская операция
- Невельская операция

## Газета
Фронтовая газета «Вперед на врага». Редакторы: подполковник Моценок Михаил Александрович (1905-?), полковник Селих Яков Григорьевич (1892—1967), полковник Кассин Николай Семёнович (1907—1960).

## Память о событиях
В Твери (бывш. г. Калинин) находится Музей Калининского фронта, посвященный событиям Великой Отечественной войны на территории города.